# Hjerne
Hjernen (encephalon, oldgræsk ἐγκέφαλος) er populært sagt den del af centralnervesystemet som findes inde i kraniet.
Hjernen er blandt andet hjemsted for tanker og følelser. Den modtager og koordinerer signaler fra alle sanser og sender beskeder til musklerne.

## Opdeling
Der er mange måder at opdele hjernen på:
I hvirveldyrhjernen kan man tale om hjernestammen (truncus encephali) bestående af den forlængede marv (medulla oblongata), hjernebroen (pons) mesencephalon (midthjernen). Nogle forskere mener dog, at midthjernen er en del af mellemhjernen (diencephalon), da den indeholder hjernekerner, der indgår i mellemhjernekredsløb, bl.a. Den sorte substans (substantia nigra), som er en del af basalganglierne, men almindeligvis betragtes midthjernen som en del af hjernestammen. Lillehjernen (cerebellum) "hænger" på "bagsiden" af hjernestamme, dvs. dorsalt og på den anden side i forhold til pons. Mellemhjernen (diencephalon) ligger hen over og i forlængelse af midthjernen. Storhjernen (telencephalon) hedder den store resterende del, der hos mennesket er voldsomt ekspanderet i forhold til nogle af de mere primitive hvirveldyr.
Hjernen kan også opdeles i den grå substans (hjernebark og basalganglier) og den hvide substans.
En stor del af hjernen består af hjerneceller. Disse kan være nerveceller (neuroner) og gliaceller ("støtteceller" eller "hjælpeceller"). Den grå substans består i høj grad af nervecellelegemer og korte udløbere, mens den hvide substans består af nervecellernes lange udløbere og deres myelinskeder.
Den menneskelige hjerne har også hulrum ("ventrikler") hvor den såkaldte cerebrospinalvæske flyder.
Man taler normalt om fire hulrum: Højre og venstre laterale hjerneventrikel, tredje ventrikel og fjerde ventrikel.
De er dog indbyrdes forbundne.
Hjernen er beskyttet fra resten af legemet via blod-hjerne-barrieren.
Denne barriere gør det svært at udvikle lægemidler der kan nå hjernen.
Der er dog foreslået visse måder man kan "åbne" blodhjernebarrieren så f.eks. proteiner kan slippe igennem.

## Hjernen i tal
Hos mennesket er gennemsnitsvægten 1300 g for kvinder og 1450 g for mænd.
Den afrikanske elefant kan have en hjernevægt på 3000 g og en blåhval næsten 7 kg.
Kaskelothvalen og spækhuggeren har de største hjerner blandt alle dyr.
I den anden ende af skalaen har hjernen hos parasiten Ascaris blot 162 nerveceller mens hjernen hos ormen Caenorhabditis elegans har 279.
Antallet af neokortikale nerveceller er fundet til omkring 20 milliarder som gennemsnit blandt undersøgte hjerner hos mennesket: 19 milliarder for kvinder og 23 milliarder for mænd.
Antallet af synapser i den menneskelige neokortex er fundet til et tal omkring 0.15 × 1015 (150 billioner).
På trods af at lillehjernen hos mennesket har blot lidt mere end en 10. del af den samlede hjernes vægt, så befinder de fleste af hjernens nerveceller sig i lillehjernen, da den har omkring 105 milliarder nerveceller.

### Relativ hjernestørrelse
Store dyr har normalt store hjerner.
For at sammenligne hjernen mellem store og små dyr bruger man den relative hjernestørrelse.
Den relative hjernestørrelse beskrives tit med den såkaldte encefaliseringskoefficient (EQ), der er en funktion af hjernens og kroppens vægt.
Der er foreslået flere forskellige formler for EQ, for eksempel af Jerison i 1973:
EQ = hjernevægt / ( 0,12 (kropsvægt)0,66 )
Med denne formel får mennesket en EQ på omkring 6,9, chimpansen 4,0 og gorillaen 1,8.

## Asymmetri
Hjernen er anatomisk set rimelig symmetrisk, men der er nogle få strukturer som er asymmetriske.
Bananfluen har således en struktur (kaldet det asymmetriske legeme) der normalt kun ses i højre side.
I den menneskelige hjerne vil en af de største vener (sinus sagittalis superior) sædvanligvis "dreje til højre" bagerst i hjernen og fortsætte i den vene der kaldes sinus transversus.
I menneskets hjerne er der en tendens til at højre pandelap er bredere og når længere frem end venstre, og tilsvarende at venstre nakkelap er bredere og når længere bagud end højre nakkelap. De to hjernehalvdele har dog ens vægt og rumfang.

### Links
- Hjernen, Sundhedsguiden.
- Netdoktor.dk om hjerne og nervesystem.

### Bøger
- Torben Moos og Morten Møller, Basal Neuroanatomi, Foreningen af Danske Lægestuderendes Forlag, 2002, ISBN 87-7749-266-8. Dansk bog der har været brugt i undervisningen i hjerneanatomi for medicinstuderende.